# 金廷鶴
金 廷鶴（キム ジョンハク、朝鮮語: 김 정학、Kim Jeong-hak、1919年10月16日 – 2006年4月25日）は、大韓民国の考古学者。号は鶴山。
日本統治時代の朝鮮咸鏡南道文川郡（現在の朝鮮民主主義人民共和国江原道文川（ムンチョン）市）に生まれ、京城帝国大学（植民地体制下におけるソウル大学校の前身）で考古学と民俗学を学んだ。短期間ながら、アメリカ合衆国のハーバード大学にも学んだ。
金廷鶴は、金元龍（Kim Won-yong）などとともに、植民地体制後、朝鮮戦争後の韓国において考古学者として活躍した最初の世代のひとりである。金廷鶴は、ソウル大学校で短期間教鞭を執った後、1947年に高麗大学校へ移り、歴史学科の創設時の教員のひとりとなった。後には、高麗大学校博物館の館長も務めた。1968年に嶺南大学校へ移り、1970年代のほとんどを釜山大学校教授、博物館長として過ごした。
金廷鶴は、無文土器時代における陶磁器や青銅器の専門家として知られていた。著書『The Prehistory of Korea』は、20世紀後半において、先史時代の朝鮮について英文で読めるごく少数の出版物のひとつであった。

## おもな業績

### 日本語
- （編著）韓国の考古学、河出書房新社、1972年
- 任那と日本（日本の歴史 別巻 1）、小学館、1977年
- （編著）日韓古代国家の起源、六興出版、1980年
- 百済と倭国、六興出版、1981年

### 英語
- Ethnological Origin of Korean Nation. Korea Journal 3(6):5-8, 1963.
- The Origin of Korean Nation. Korea Journal 3(7):29-31, 1963.
- The Prehistory of Korea. Trans. by Richard J. Pearson and Kazue Pearson. University of Hawaii Press, Honolulu, 237 pp., 1978. ISBN 0-8248-0552-6